# Klaus Budewig
Klaus Budewig (* 11. November 1941 in Höhr-Grenzhausen; † 1. Juni 2020) war ein deutscher Richter.

## Leben
Budewig studierte Rechtswissenschaft an der Friedrich-Alexander-Universität Erlangen und wurde 1962 Mitglied des Corps Guestphalia Erlangen. Nach den juristischen Staatsexamen trat er 1969 in den bayerischen Justizdienst. 1972 zunächst Staatsanwalt bei der Staatsanwaltschaft Coburg, ging er im selben Jahr als Richter an das Landgericht Coburg. 1977 wurde er Richter am Oberlandesgericht Bamberg, 1980 Vorsitzender Richter am Landgericht Coburg. Ab 1986 leitete er das Amtsgericht Bayreuth. Seit 1993 Präsident des Landgerichts Coburg, wurde er zum 1. August 1995 als Präsident des Oberlandesgerichts Dresden bestellt. Im Jahr darauf wurde er Vizepräsident, 2005 Präsident des Sächsischen Verfassungsgerichtshofes. Am 4. Dezember 2006 wurde er pensioniert.

## Ehrung
- Sächsische Verfassungsmedaille (2. Juni 2007)[3]